# Onatsbach
Der Onatsbach ist ein über 3 km langer Bach im Ostalbkreis im östlichen Baden-Württemberg, der nach insgesamt etwa nordöstlichem Lauf vor Hüttlingen von links in den oberen Kocher mündet.

## Geographie

### Verlauf
Der Onatsbach beginnt seinen Lauf heute auf etwa 471 m ü. NHN im Ortsbereich des Weilers Affalterried der Stadt Aalen. Er entsteht dort neben der K 3325 in Richtung Wasseralfingen. Eine ältere Karte zeigt einen weiter oberhalb auf etwa 477 m ü. NN am damaligen Westrand des Ortes beginnenden, unbeständig wasserführenden Oberlauf, der das Weichbild des Weilers durchzieht.
Der Onatsbach läuft zunächst kurz nordostwärts durch eine Wiese, in der er heute keinen erkennbaren Lauf besitzt und also wohl dräniert ist, bis zum Rand des Waldes Mönchsbuch, dem entlang von Süden her ein etwa ebenso kurzer rechter Oberlaufast zufließt. Von da ein läuft er in wenigen langen Schlingen durch eine Wiesenlandschaft nordwärts, trennt dabei den links liegenden Aalener Weiler Onatsfeld vom rechts ebenfalls in etwas Abstand stehenden Einzelanwesen Bürgle und passiert danach eine kleine Waldinsel am rechten Ufer. An erstmals etwas Bäumen am Lauf in der offenen Wiesen- und Feldflur vorbei erreicht er danach wieder einen Waldrand, wo ihm von Onatsfeld im Südwesten her ein kleiner Bach linksseits zuläuft.
Durch den nun beginnenden Talwald wendet er sich entlang der Stadtgrenze zur Gemeinde Hüttlingen auf danach dauerhaft nordöstlichen bis ostnordöstlichen Lauf, tritt bald auf Hüttlinger Gebiet über, wonach sich erst der linke Hang wieder lichtet, ehe er dann im Gewann Höll seinen Lauf auf offenem Talgrund und von einer Baumgalerie begleitet in kleinen Schlingen fortsetzt. Dort im Höll fließt aus dem Nordwesten ein weiterer kleiner Bach zu. Etwa einen halben Kilometer weiter tritt er in die linke Flussaue des Kochers ein, unterquert die dort dem Flussufer entlang ziehende K 3237 und mündet danach gleich von links auf etwa 403 m ü. NHN am Südrand von Hüttlingen und wenig unterhalb der Talbrücke der B 29 in den oberen Kocher.
Der Onatsbach mündet nach 3,4 km langem Lauf mit mittlerem Sohlgefälle von etwa 20 ‰ rund 68 Höhenmeter unterhalb seines heutigen Ursprungs bei Affalterried.
Vom Zusammenfluss mit seinem rechten Oberlauf an folgt die B 29 in wenig Abstand dem Onatsbach an der rechten Seite.

### Einzugsgebiet
Der Onatsbach hat ein 3,2 km² großes Einzugsgebiet, das naturräumlich gesehen im Östlichen Albvorland liegt, mit dem kleineren südlichen Anteil im Welland des Unterraums Albuchvorland, mit dem übrigen in den Goldshöfer Terrassenplatten des Unterraums Härtsfeldvorland. Am Südrand ist es am höchsten und erreicht an zwei Stellen bis etwa 491 m ü. NHN.
Reihum grenzt es an die Einzugsgebiete der folgenden Nachbargewässer:
- Im Osten und Südosten laufen, flussaufwärts von der Onatsbach-Mündung an, der kurze Bach durch die Albanusklinge, der Krummhaldenbach und der Auchtwiesenbach zum Kocher;
- im Süden entwässert der Öchslesbach letztlich über die Aal noch weiter aufwärts in den Kocher:
- im Westen führt der Bodenbach den Abfluss zur anderen Seite ein gutes Stück abwärts des Onatsbaches in den oberen Kocher und
- jenseits der nördlichen Wasserscheide gibt es von dieser her keine bedeutsamen Zuflüsse zum Kocher.

Der größte Teil des Einzugsgebietes liegt in offener, aus Wiesen und Äckern gemischter Flur, Wald steht nur wenig am rechten Rand des Oberlaufs, mehr vor allem am rechten Talhang ab der Rechtswende des Baches. Ins Einzugsgebiet teilen sich die Stadt Aalen und die Gemeinde Hüttlingen, zu der knapp ein Drittel des Gebietes im Norden gehört. Am Lauf und auch im Einzugsgebiet stehen nur die im Abschnitt → Verlauf erwähnten Orte.

### Zuflüsse und Seen
Liste der Zuflüsse von der Quelle zur Mündung. Gewässerlänge, Einzugsgebiet und Höhe nach den entsprechenden Layern auf der Onlinekarte der LUBW. Andere Quellen für die Angaben sind vermerkt.
- (Anderer Oberlauf), von rechts und Süden auf etwa 467 m ü. NHN am Sportplatz von Affalterried, ca. 0,2 km und ca. 0,2 km². Entsteht auf etwa 470 m ü. NHN an der K 3325 nach Wasseralfingen am Waldrand und nahe der Auffahrt auf die B 29.
- (Bach aus dem Brunnenfeld), von links und Südwesten auf knapp 440 m ü. NHN an Waldeintritt und Rechtswende, ca. 0,6 km und ca. 0,6 km². Entsteht auf etwa 461 m ü. NHN wenig nordöstlich von Onatsfeld.
- (Bach aus der Reute), von links und Nordwesten auf etwa 416 m ü. NHN in der Höll südwestlich des Hüttlinger Ortsrandes, ca. 0,7 km und über 0,3 km². Entsteht auf etwa 459 m ü. NHN im Gewann Reute. Unbeständig.

## Geologie
Fast im gesamten Einzugsgebiet liegen im Untergrund mesozoische Gesteine des Braun- und Schwarzjuras. Der Bach beginnt seinen Lauf in der untersten Opalinuston-Schicht des Braunjuras und beginnt dann schon südlich von Onatsfeld, sich durch den Schwarzjura zu teufen. Auf der zweiten Hälfte des Unterlaufs nach seinem Richtungswechsel schneidet er sich in die lokal höchste Knollenmergel-Schicht (Trossingen-Formation) des Keupers, in dessen Schichthöhe er auch mündet.
Große Teil des nördlichen Einzugsgebietes sind jedoch mit viel jüngeren Schichten überdeckt, insbesondere mit altpleistozänen Goldshöfer Sanden, fluviale Sedimente der Urbrenz, die bei Aalen weite Flächen bedecken. Sie wurden im Einzugsgebiet abgebaut und werden es noch heute etwas östlich der Wasserscheide in Sandgruben, die teilweise als Geotope ausgewiesen sind. In den aufgelassenen Gruben, soweit sie nicht eingeebnet wurden, liegen heute teilweise Tümpel. Im sich stark ausweitenden Taltrichter zum Kocher bei Hüttlingen sind die knollenmergeltypischen Rutschhänge mit Weißjura-Hangschutt überlagert.

## Natur und Schutzgebiete
Der Onatsbach ist nach seinem Wiederaustritt aus dem Wald am schlängelnden Unterlauf vor allem von Erlen begleitet. Seine Sohle ist meist etwa metertief eingekerbt und rund zwei Meter breit. An einzelnen, bis fünf Meter hohen Böschungseinschnitten haben sich Gleit- und Prallhänge gebildet, letztere manchmal mit Abbrüchen und Bodenaufschlüssen. Der sich zuweilen hinter Baumwurzeln anstauende Bach zeigt anderswo Ablagerungen von Treibholz und anderem Schwemmmaterial an der Seite, er hat also offenbar zeitweilig stark vermehrten Abfluss.

## Geschichte
Ostsüdöstlich von Onatsfeld und näher beim außerhalb der Einzugsgebietsgrenzen liegenden Aalener Weiler Heisenberg liegt eine keltische Viereckschanze auf der Wasserscheide, deren etwa 80 Meter langer westlicher Wallabschnitt noch gut erkennbar ist. Das Geviert ist als Naturdenkmal ausgewiesen.

### LUBW
Amtliche Online-Gewässerkarte mit passendem Ausschnitt und den hier benutzten Layern: Lauf und Einzugsgebiet des Onatsbachs

Allgemeiner Einstieg ohne Voreinstellungen und Layer: Daten- und Kartendienst der Landesanstalt für Umwelt Baden-Württemberg (LUBW) (Hinweise)
1. 1 2 3 4  Höhe nach dem Höhenlinienbild auf dem Hintergrundlayer Topographische Karte.
2. ↑  Länge nach dem Layer Gewässernetz (AWGN).
3. ↑  Einzugsgebiet nach dem Layer Basiseinzugsgebiet (AWGN).
4. ↑  Länge abgemessen auf dem Hintergrundlayer Topographische Karte.
5. ↑  Einzugsgebiet abgemessen auf dem Hintergrundlayer Topographische Karte.
6. 1 2 3  Schutzgebiete nach den einschlägigen Layern, Natur teilweise nach dem Layer Biotop.

### Andere Belege
1. ↑  Abfluss-BW - Daten und Karten
2. ↑  Alter Oberlauf nach: Meßtischblatt 7126 Aalen von 1934 in der Deutschen Fotothek
3. ↑  Hansjörg Dongus: Geographische Landesaufnahme: Die naturräumlichen Einheiten auf Blatt 171 Göppingen. Bundesanstalt für Landeskunde, Bad Godesberg 1961. → Online-Karte (PDF; 4,3 MB)
4. ↑  Geologie nach den Layern zu Geologische Karte 1:50.000 auf: Mapserver des Landesamtes für Geologie, Rohstoffe und Bergbau (LGRB) (Hinweise)
5. ↑  Keltische Viereckschanze bei Heisenberg nach:
  - Aalener Jahrbuch 1982 (PDF; 8,8 MB)
  - Die keltische Viereckschanze bei Heisenberg auf: (www.)AA-History.de,

beide abgefragt am 4. Dezember 2021.